# Nest Bloet
Nest Bloet (auch Nest of Wales oder Nest the Welshwoman) († zwischen 28. September 1224 und 26. August 1225) war eine walisische Adlige. Sie war eine kurzzeitige Geliebte des englischen Königs Heinrich II.

## Herkunft, Heirat und Affäre mit Heinrich II.
Nest war eine Tochter von Iorwerth ab Owain, dem walisischen Fürsten von Caerleon, und von dessen Frau Angharad, einer Tochter von Bischof Uthred von Llandaff. Nach den Annalen von Durham wurde sie vor 1175 mit dem anglonormannischen Adligen Ralph Bloet verheiratet, dem wichtigsten Vasallen der Honour von Striguil. Die Besitzungen von Ralph Bloet grenzten zudem an die Herrschaft ihres Vaters in Gwent. Nach den Annalen von Durham hatte König Heinrich II. eine Affäre mit Nest, womöglich, als er 1175 nach Gloucester kam. Bei dieser Gelegenheit setzte er ihren Vater wieder als Lord of Caerleon ein, wobei er bereits 1172 ihren Vater getroffen hatte. Nest wurde Mutter von Morgan, der als unehelicher Sohn des Königs galt. Daneben hatte Nest aus ihrer Ehe noch weitere Kinder.

## Streit um ihr Erbe
Nachdem ihr Mann vor dem 29. September 1199 gestorben war, versuchte Nest sofort durch Klagen vor Gericht ein Erbe einzufordern. Dabei verklagte sie sowohl ihren Schwager Robert Bloet, einen Bruder ihres verstorbenen Mannes, aber auch ihren eigenen Bruder Hywel ab Iorwerth, den Lord von Caerleon. Mit ihrem Bruder einigte sie sich, als er ihr als Erbe Landbesitz östlich von Newport zusprach, durch den sie jährliche Einkünfte von £ 15 hatte. Offensichtlich hatte König Johann Ohneland, ein Sohn von Heinrich II., selbst befohlen, dass in dem Erbstreit eine Einigung erreicht werden müsse. Nest hatte bereits gute Kontakte zu Johann gehabt, bevor dieser 1199 König wurde. Johann hatte ihr bereits Ländereien in Irland und Pembrokeshire als Lehen gegeben, und später dienten ihre jüngeren Söhne Thomas, Roland und William als Ritter im königlichen Haushalt. Dazu förderte Johann die Karriere  seines Halbbruders Morgan, der Geistlicher wurde. Nest wird letztmals zu Michaelis 1224 erwähnt. Am 26. August 1225 wurde die Verwaltung ihrer irischen Besitzungen an John of Tew übergeben, so dass sie zuvor gestorben sein muss.

## Nachkommen
Aus ihrer Beziehung mit Heinrich II. hatte sie einen Sohn:
- Morgan (nach 1275–nach 1215)

Mit ihrem Mann Ralph Bloet hatte sie mehrere Kinder, darunter:
- Ralph Bloet († 1241/1242)
- Thomas († zwischen 1211 und 1215)
- Roland († 1217)
- William († nach 1261)
- Petronilla ⚭ Diarmait Mac Carthaig

Ihr Sohn Thomas diente als königlicher Ritter in Irland, dabei vereinbarte er die Heirat seiner Schwester Petronilla mit Diarmait Mac Carthaig, einem irischen Kleinkönig aus Desmond. Ihr Sohn Roland fiel während des Ersten Kriegs der Barone bei einem Feldzug gegen seinen Cousin Morgan ap Hywel von Caerleon. Ihr ältester Sohn Ralph erbte die Besitzungen der Familie Bloet, während ihr Sohn William vor Januar 1226 das Gut Salisbury erbte, das Nest von ihrem Bruder erhalten hatte.